# Little Kiska Island
Little Kiska Island ist eine unbewohnte Insel der Rat Islands und gehört zu den Aleuten. Entdeckt wurde sie wie zahlreiche andere Inseln der Aleuten im Jahr 1741 vom russischen Forscher Vitus Bering. 

## Lage
Die Insel liegt gegenüber Kiska Island bzw. Kiska Harbor. Der höchste Punkt der Insel liegt 92 m über dem Meeresspiegel. 

## Bedeutung
Im Zweiten Weltkrieg wurde die Insel im Juni 1942 von den Japanern besetzt und im August 1943 zehn Tage vor der Befreiung durch die Alliierten geräumt. 